# Brasserie romantique
Pour plus de détails, voir Fiche technique et Distribution.
Brasserie romantique (en néerlandais : Brasserie Romantiek) est un film belge réalisé par Joël Vanhoebrouck sorti en 2012.

## Synopsis
Pascaline, la quarantaine, gère un restaurant et prépare l'élégante salle à manger pour la Saint-Valentin quand Frank, son amant d'il y a vingt ans réapparaît et lui demande de partir avec lui à Buenos Aires.
La soirée est pleine d'imprévus. Roos, femme au foyer, s'ennuie et informe son mari qu'elle a un amant. Mia veut se suicider alors qu'elle est courtisée par Lesley, le serveur. Walter, un fonctionnaire discret, se sent en insécurité lorsqu'il est assis en face de Sylvia, la femme de ses rêves.

## Fiche technique
- Titre : Brasserie romantique
- Titre original : Brasserie Romantiek
- Réalisation : Joël Vanhoebrouck
- Scénario :  Jean-Claude van Rijckeghem, Pat Van Beirs
- Producteurs : Dries Phlypo, Jean-Claude Van Rijckeghem, Patrick Quinet
- Musique : Tuur Florizoone
- Montage : Alain Dessauvage
- Photographie : Lou Berghmans
- Sociétés de production : A Private View[1], Artemis Production[2]
- Pays de production :  Belgique
- Durée : 104 minutes
- Date de sortie :
  - Belgique : 19 décembre 2012
- Genre : Comédie dramatique
- Langue : néerlandais, sous-titré français

## Distribution
- Koen De Bouw : Frank
- Sara De Roo : Pascaline
- Barbara Sarafian : Roos
- Filip Peeters : Paul
- Axel Daeseleire : Angelo
- Wouter Hendrickx : Lesley
- Mathijs Scheepers : Walter
- Ruth Becquart : Mia
- Tine Embrechts : Sylvia
- Zoë Thielemans : Emma
- Anemone Valcke : Ingrid
- Thomas Janssens : Kevin
- Brit Van Hoof : l'amie du Norvégien
- Sam Schürg : le Norvégien
- Stijn Steyaert : l'homme du couple amoureux
- Lore Stuyck : la femme du couple amoureux
- Ida Dequeecker : la femme âgée
- Jef Stevens : l'homme plus âgé
- Sarah Maria Luckx : la femme africaine
- Tanja Cnaepkens : la femme du peuple
- Dirk Vermiert : l'homme du peuple
- Tom Viaene : l'homme maigre
- Jelle Van Lysebettens : l'homme empoté 2
- Tom Dingenen : l'homme empoté 1

## Prix et récompenses
- Ensors 2013 : Meilleure actrice dans un second rôle pour Barbara Sarafian
- Festroia 2013[3] au Portugal : prix du Public
- Virton : Festival du film européen de Virton (FFEV) 2013[4] : prix du Public
- Magritte du cinéma  2014 : nomination dans la catégorie Meilleur film flamand en coproduction[5]
- Festival international du film de Miami 2014 : sélectionné dans la catégorie Lee Brian Schrager’s Culinary Cinema

## Production
Cette comédie romantique acide, produite par A Private View, fait partie d’une série baptisée Faits Divers, démarrée en 2003 par la Vlaamse Televisie Maatschappij et le Vlaams Audiovisueel Fonds (nl).
Brasserie romantique, uniquement distribué en salles néerlandophones, a dépassé les 100 000 spectateurs. 
Il fut également présenté aux différents festivals tels que Montréal 2013, Cabourg, Mannheim, Virton.
En février 2014, le film est présenté dans plusieurs salles "Art et Essai" en France en version française.[réf. nécessaire] Le doublage en français est assuré par des francophones, excepté pour Barbara Sarafian et Filip Peeters, acteurs d'origine néerlandophone, qui se doublent eux-mêmes.